# Luigi Volta
| Odkryte planetoidy: 5 | Odkryte planetoidy: 5 |
| --------------------- | --------------------- |
| (1107) Lictoria       | 30 marca 1929         |
| (1115) Sabauda        | 13 grudnia 1928       |
| (1191) Alfaterna      | 11 lutego 1931        |
| (1238) Predappia      | 4 lutego 1932         |
| (1332) Marconia       | 9 stycznia 1934       |

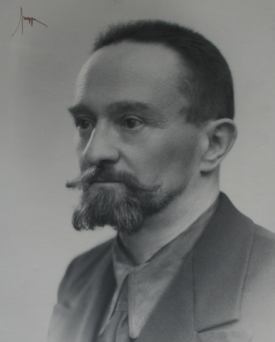
Luigi Volta

Luigi Volta (ur. 27 lipca 1876 w Como, zm. 7 października 1952 w Mediolanie) – włoski astronom i matematyk, wnuk włoskiego fizyka Alessandro Volty. Odkrył pięć planetoid.

## Życiorys
W roku 1898 ukończył studia matematyczne w Pawii. Po krótkich praktykach w obserwatoriach w Mediolanie, Turynie i Heidelbergu otrzymał zaproszenie do międzynarodowej stacji w Carloforte na Sardynii, gdzie zajmował się badaniami geofizycznymi. W roku 1925 zaproponowano mu tytuł profesora na Uniwersytecie Turyńskim oraz stanowisko dyrektora obserwatorium Pino Torinese. Obserwatorium kierował do roku 1941, kiedy przeniósł się do Mediolanu, aby kierować pracą obserwatoriów Brera i Merate. Na emeryturę przeszedł w roku 1951.
Był Prezydentem Włoskiego Towarzystwa Astronomicznego.

## Upamiętnienie
W uznaniu jego pracy jedną z planetoid nazwano (383622) Luigivolta.